# 李偉強
李偉強，男，中國人民解放軍空軍少將。

## 生平
曾任空降兵軍副政治委員、湖北省十三届人大常委会委員。